# Yezzp
Yezzp var ett TV-program som sändes i elva avsnitt i Sveriges Television med premiär den 21 januari 1990.
Programmet skapades av Ola Ström och Per Dunsö och var ett tvåtimmars barnprogram mellan åtta och tio på söndagsmorgnarna, därav titeln. Titeln anspelar lite löst på då programmet sändes tidigt på morgonen så "Gäspar man". Ordet Yezzp uttalas likadant som gäsp.  Programmet var direktsänt med tävlingar, gäster, musik och artister. Dessutom medverkade representanter från Sveriges större miljöorganisationer.
Den 3 september 1990 hade Yezzp-bitar premiär. Detta var en nerbantad repris av Yezzp, som efter att alla tävlingsinslag klippts bort från det direktsända Yezzp bestod av 40-45 minuter. I stort sett överensstämmer avsnitten av Yezzp-bitar med respektive Yezzp-avsnitt vad beträffar gäster, musik och artister, bortsett från vissa mindre ändringar. Avsnitten sändes på måndagar 16.40-17.25, 17.10-17.50 eller 17.35-18.15, före Landet runt och Lilla sportspegeln.
I november 2006 gavs en DVD med det bästa ur Per Dunsös och Ola Ströms produktioner ut, inklusive klipp från Yezzp.

## Avsnitt
| Avsnitt | Datum            | Gästartist                  | Gästdjur        | Barnartist              | Organisation                                                               |
| ------- | ---------------- | --------------------------- | --------------- | ----------------------- | -------------------------------------------------------------------------- |
| 1       | 21 januari 1990  | Magnus Uggla                |                 | Ellinor Franzén         | Världsnaturfonden                                                          |
| 2       | 28 januari 1990  | Jean-Paul Wall, Kayo, Troll |                 |                         | Nordiska samfundet mot plågsamma djurförsök                                |
| 3       | 4 februari 1990  | Lisa Nilsson, Bros          |                 | Ellinor Franzén         | Greenpeace                                                                 |
| 4       | 11 februari 1990 |                             |                 |                         |                                                                            |
| 5       | 18 februari 1990 | Tommy Ekman                 | Bonita, orm     |                         | Naturskyddsföreningen                                                      |
| 6       | 25 februari 1990 | Louise Hoffsten, Tove Naess |                 | Mathias                 | Fältbiologerna                                                             |
| 7       | 11 mars 1990     | Tone Norum                  |                 | Ann-Charlotte Johansson | Världsnaturfonden                                                          |
| 8       | 18 mars 1990     |                             |                 |                         |                                                                            |
| 9       | 25 mars 1990     |                             |                 |                         |                                                                            |
| 10      | 1 april 1990     |                             |                 |                         | Scouterna                                                                  |
| 11      | 8 april 1990     | Trance Dance, Ankie Bagger  | Ola (schimpans) | Tanja och Elin          | Världsnaturfonden, Greenpeace, Nordiska samfundet mot plågsamma djurförsök |

### Fotnoter
1. ↑  ”http://solstollarna.se/tvserier_yezzp.htm”. http://solstollarna.se/tvserier_yezzp.htm.
2. ↑  ”Svensk mediedatabas”. http://smdb.kb.se/catalog/id/002186848. Läst 27 januari 2014.
3. ↑  http://smdb.kb.se/catalog/id/001727059
4. ↑  http://smdb.kb.se/catalog/id/001727086
5. ↑  http://smdb.kb.se/catalog/id/001727113
6. ↑  http://smdb.kb.se/catalog/id/001727144
7. ↑  http://smdb.kb.se/catalog/id/001727173
8. ↑  http://smdb.kb.se/catalog/id/001727200
9. ↑  http://smdb.kb.se/catalog/id/001727252
10. ↑  http://smdb.kb.se/catalog/id/001727280
11. ↑  http://smdb.kb.se/catalog/id/001727306
12. ↑  http://smdb.kb.se/catalog/id/001727332
13. ↑  http://smdb.kb.se/catalog/id/001727357